# Sylvilagus floridanus
Il silvilago orientale (Sylvilagus floridanus Allen, 1890) è una specie di coniglio dalla coda di cotone dell'America appartenente alla famiglia dei Leporidi. 
È una delle specie di coniglio più comuni del Nordamerica e in tempi recenti è stato anche introdotto, per la caccia, in Francia e Italia, dove è conosciuto col nome di minilepre.

## Descrizione
Il silvilago orientale è rosso-bruno o grigio-bruno brizzolato, con grandi piedi posteriori, lunghe orecchie ed un breve batuffolo di coda bianca. La parte inferiore è bianca. Sulla coda è presente una macchia color ruggine.
Il suo aspetto differisce da quello di una lepre per via del colore grigio-brunastro intorno alla testa e sul collo. Il corpo è di colore più chiaro e la parte inferiore della coda è bianca. Ha grandi occhi bruni e grandi orecchie per vedere ed udire meglio i pericoli. D'inverno il pelo della coda è più grigio che bruno. 
I leprotti sviluppano la stessa colorazione dopo poche settimane, ma hanno anche una chiazza bianca a forma di fiamma che scende giù dalla fronte; questa macchia alla fine scompare. Il peso medio di un adulto è di 900-1800 grammi; la femmina tende ad essere più pesante.

## Areale
Vive nei prati e nelle aree con cespugli degli Stati Uniti orientali e sudoccidentali, del Canada meridionale, del Messico orientale, dell'America Centrale e dell'estremità settentrionale del Sudamerica. È numerosissima nel Nordamerica centroccidentale ed è stata trovata nel Nuovo Messico e in Arizona. 
Il suo areale si è allargato verso nord dopo l'abbattimento delle foreste da parte dei coloni. Originariamente, non viveva nella Nuova Inghilterra, ma vi è stata introdotta ed ora compete per l'habitat con l'originario silvilago del New England.
La sua presenza in Italia è considerata alloctona (cioè estranea) e dovuta ad immissioni. Quindi, secondo le linee guida Istituto superiore per la protezione e la ricerca ambientale, ed onde evitare una competizione territoriale con altri selvatici autoctoni italiani, tra cui la lepre europea, si è deciso di favorirne la caccia.

## Dieta
Il silvilago orientale si nutre di vegetali verdi, come erba e trifoglio, in estate e di corteccia, germogli e ramoscelli d'inverno. Quest'animale è attivo di notte; non va in ibernazione in inverno. Tra i suoi predatori ci sono falchi, gufi, coyote, volpi, lupi, mustelidi e linci. Anche l'uomo lo caccia per la carne in molte parti del suo areale; la sua pelliccia viene inoltre usata in abbigliamento.
Nelle fattorie e nei giardini, il silvilago orientale viene solitamente considerato nocivo e viene spesso intrappolato o ucciso per proteggere le piante.

## Riproduzione
L'accoppiamento avviene tra febbraio e settembre. I maschi si accoppiano con più di una femmina. Le femmine di coniglio partoriscono da 2 a 4 cucciolate all'anno formate anche da 9 piccoli . La femmina costruisce un nido sul suolo ricoperto con erba e pelo. Dopo che la femmina ha partorito, può accoppiarsi di nuovo subito dopo. I coniglietti smettono di essere allattati dopo 3 settimane e lasciano il nido dopo sette settimane. Raggiungono l'età dell'accoppiamento dopo tre mesi.
La caccia e la predazione impediscono alla popolazione di conigli di crescere a dismisura. Solo il 20-25% circa dei conigli raggiunge un anno di vita e l'85% degli adulti o dei piccoli vengono uccisi ogni anno dai predatori.

## Comportamento
Il silvilago orientale è un animale molto territoriale. È soprattutto notturno, ma è anche attivo dall'alba al crepuscolo. Quando corre, può compiere salti di 3-4 metri, che gli consentono di sfuggire ai predatori. Corre a zig-zag, per disperdere le tracce. Può arrivare a 24 km/h. 
Preferisce un'area dove possa nascondersi velocemente. Foreste, paludi, cespugli o aree aperte dove possa scavare una tana sono zone ottimali per questa specie. 

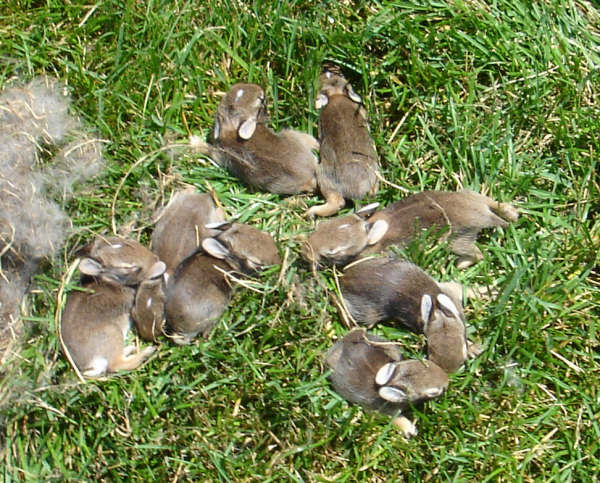
Nidiata di 8 piccoli, con il materiale usato per il nido sulla sinistra.
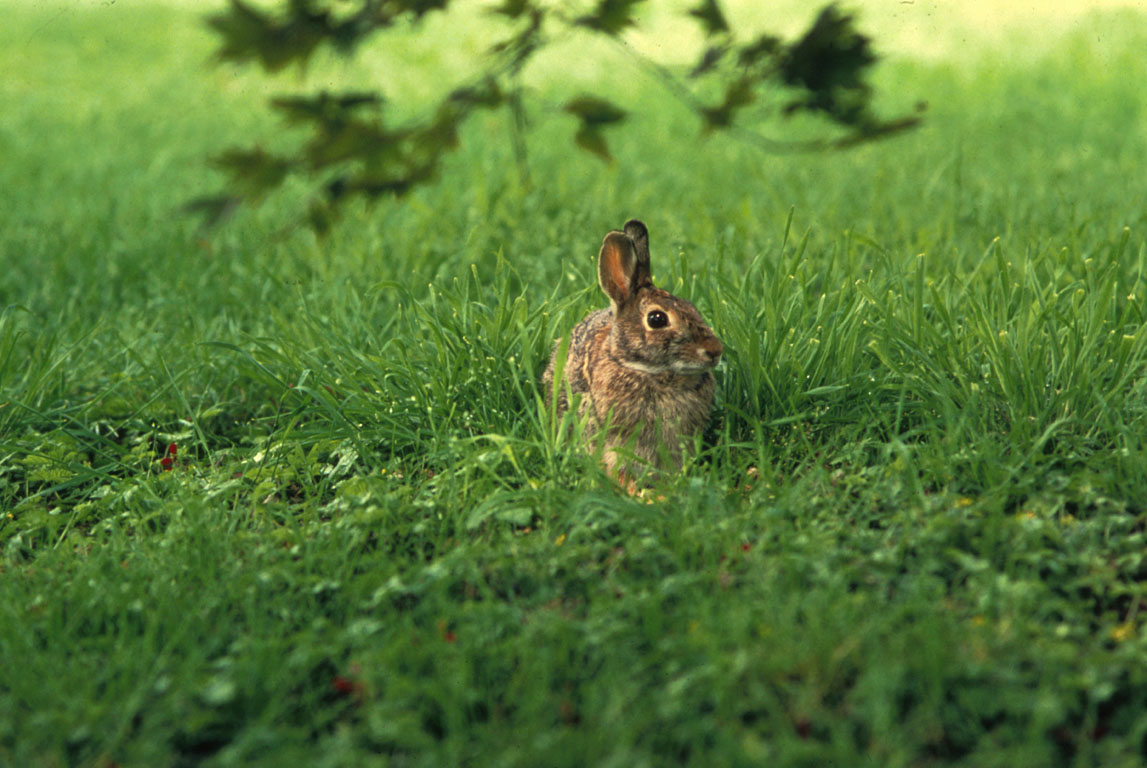
Silvilago orientale seduto tra l'erba.
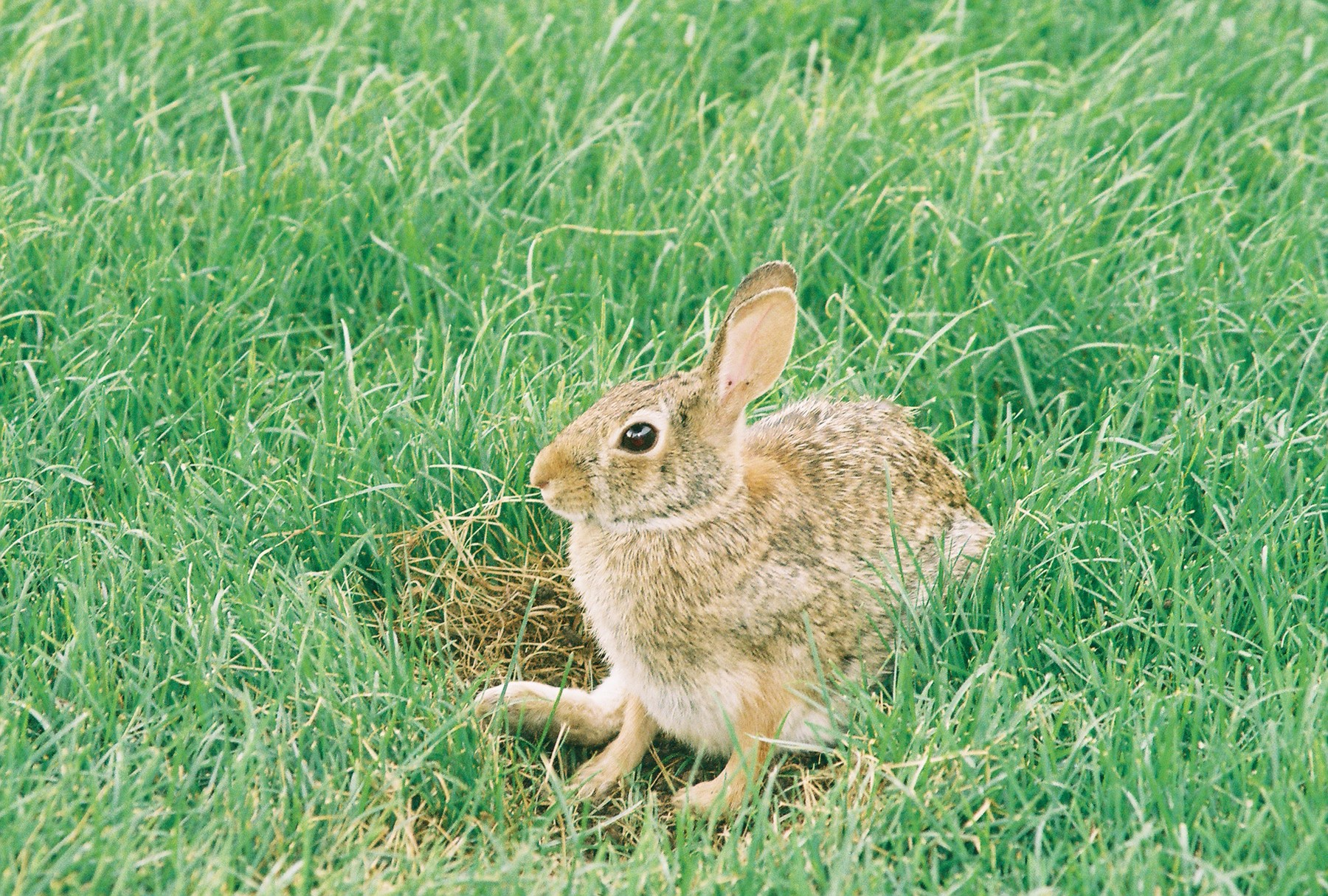
Seduta in un nido sotto costruzione.
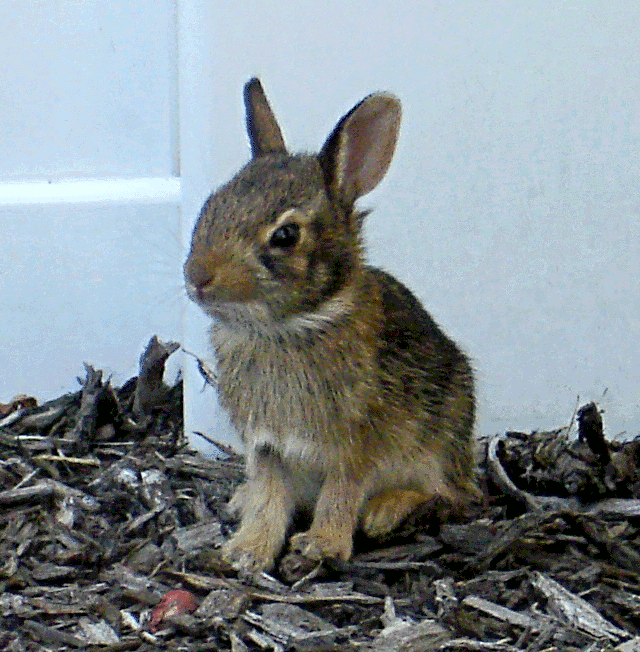
Cucciolo di una settimana.
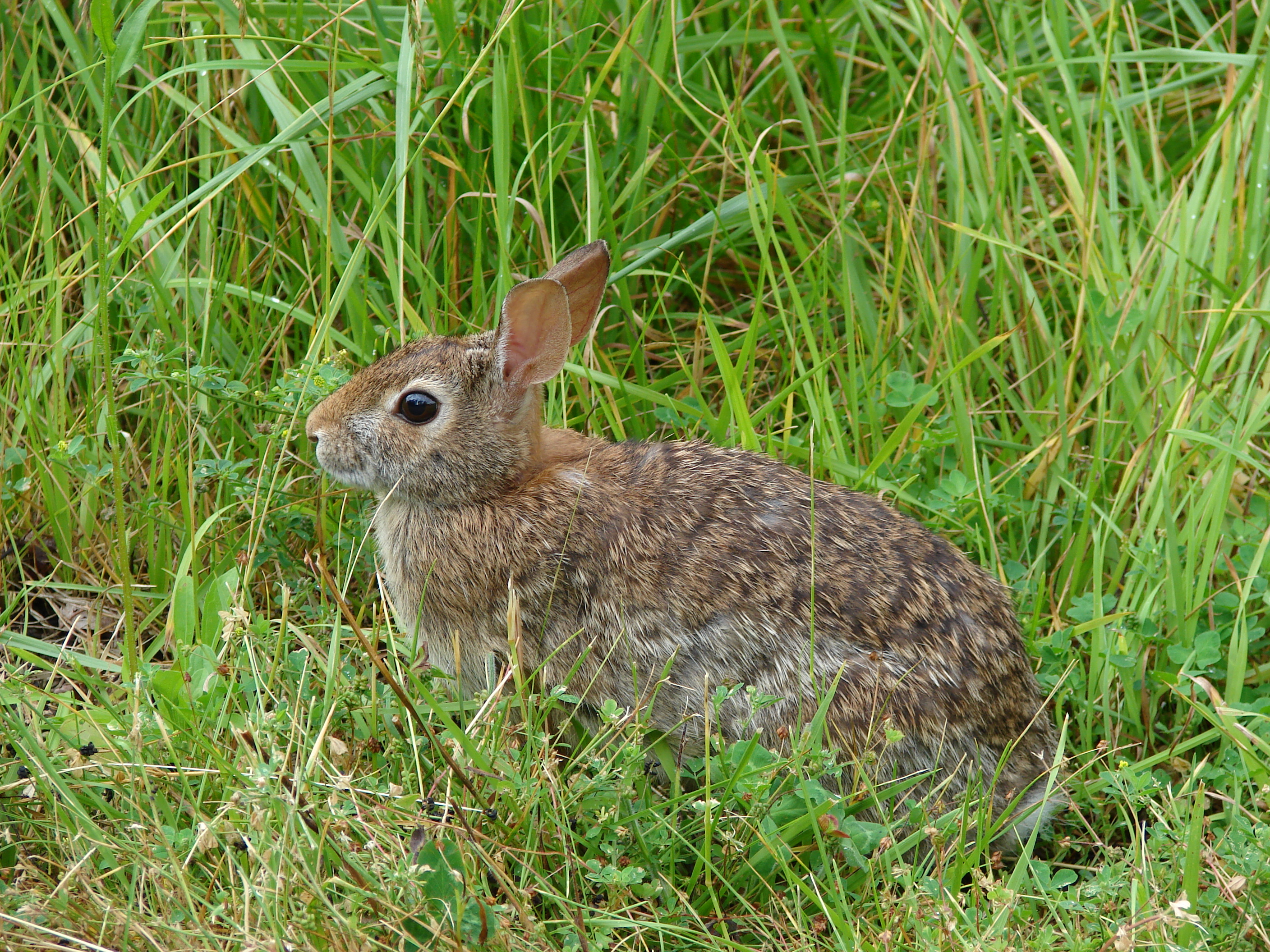
Un giovane individuo.
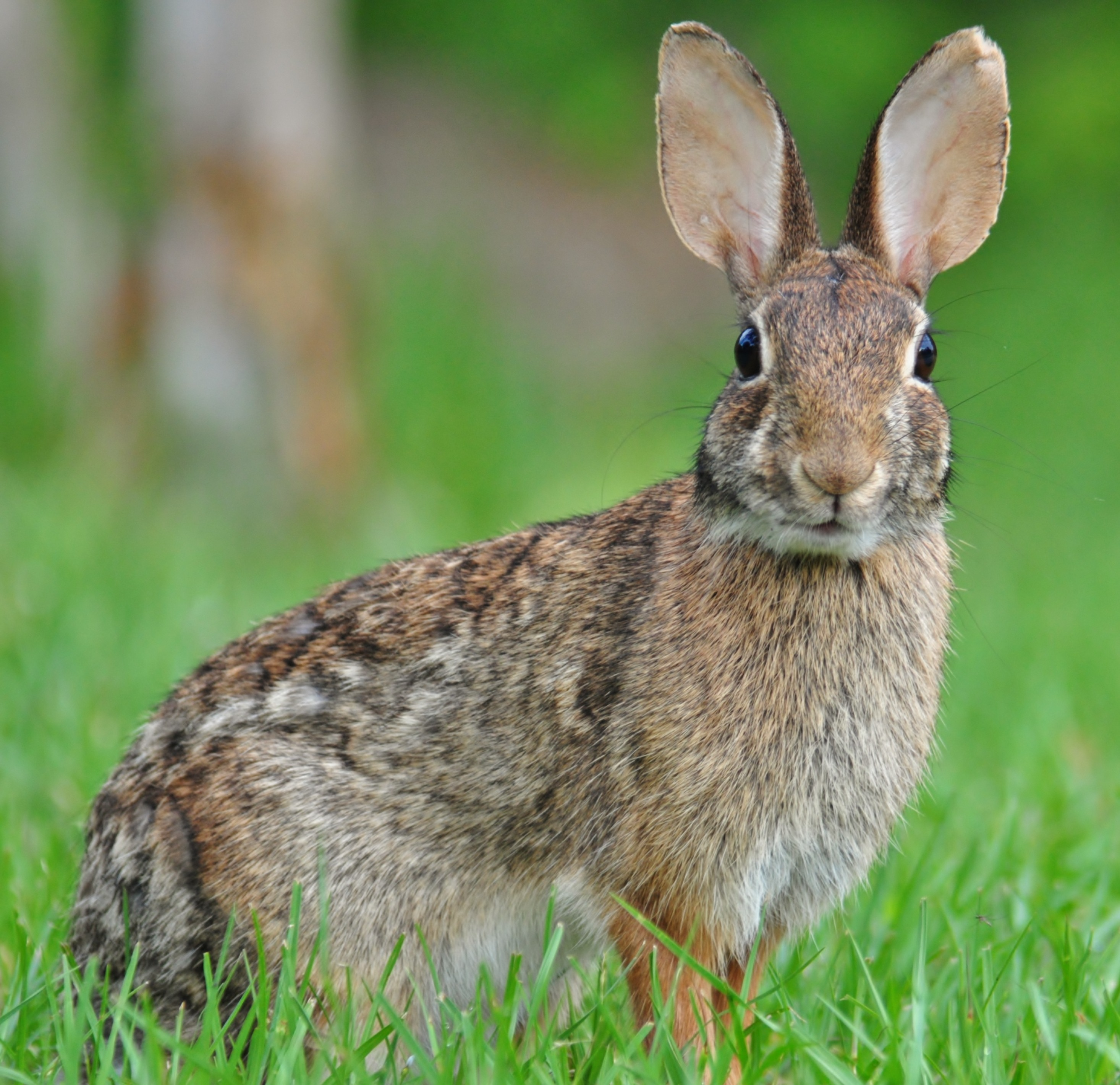
Adulto

## Classificazione
Sottospecie riconosciute di Sylvilagus floridanus:
- A nord del Messico
  - Sylvilagus floridanus alacer
  - Sylvilagus floridanus holzneri
  - Sylvilagus floridanus chapmani
  - Sylvilagus floridanus floridanus
  - Sylvilagus floridanus mallurus
- Messico e America Centrale
  - Sylvilagus floridanus aztecus
  - Sylvilagus floridanus connectens
  - Sylvilagus floridanus hondurensis
  - Sylvilagus floridanus macrocorpus
  - Sylvilagus floridanus orizabae
  - Sylvilagus floridanus yucatanicus
- A sud dell'istmo di Panama
  - Sylvilagus floridanus avius
  - Sylvilagus floridanus cumanicus
  - Sylvilagus floridanus margaritae
  - Sylvilagus floridanus nigronuchalis
  - Sylvilagus floridanus orinoci
  - Sylvilagus floridanus purgatus
  - Sylvilagus floridanus superciliaris